# Paramythia
Paramythia är ett fågelsläkte i familjen bärfåglar inom ordningen tättingar. Släktet omfattar endast två arter som enbart förekommer på Nya Guinea:
- Östlig tofsbärfågel (P. montium)
- Västlig tofsbärfågel (P. olivacea)